# پدرو لوپز (بازیکن فوتبال، زاده اوت ۱۹۸۳)
پدرو لوپز (انگلیسی: Pedro López؛ زادهٔ ۲۵ اوت ۱۹۸۳) بازیکن فوتبال اهل اسپانیا است.
از باشگاه‌هایی که در آن بازی کرده‌است می‌توان به باشگاه فوتبال رئال مادرید سی، باشگاه فوتبال رئال مادرید کاستیا، باشگاه فوتبال میکا، باشگاه فوتبال جنوآ، و باشگاه فوتبال اتلتیکو آرتزو اشاره کرد.
وی همچنین در تیم ملی فوتبال زیر ۱۹ سال اسپانیا بازی کرده‌است.